# دوست‌پسر (ترانه جاستین بیبر)
«دوست‌پسر» (به انگلیسی: Boyfriend) نام اولین تک‌آهنگ از سومین آلبوم استودیویی جاستین بیبر به نام باور است.
این تک‌آهنگ در ۲۶ مارس ۲۰۱۲ منتشر شد و توانست در رتبهٔ ۲ جدول ۱۰۰ آهنگ داغ بیلبورد قرار بگیرد.
به نوشتهٔ روزنامهٔ دیلی میل این ترانهٔ جاستین بیبر با الهام از اولین ترانه‌های جاستین تیمبرلیک ساخته شده است در حالی که خود تیمبرلک نیز در سال‌های آغازین حرفهٔ خود در ۲۰۰۲ ترانه‌های خود را با تاثیر از مایکل جکسون می‌خواند.

## نماهنگ
در ابتدا اعلام شد که نماهنگ این ترانه توسط کالین تلی، کسی که نماهنگ «لبخند بزن» را برای جاستین بیبر کارگردانی کرده بود کارگردانی شد. فیلمبردای نیز از ۲۸ مارس ۲۰۱۲ آغاز شده و ۴ فیلم تبلیغاتی هم که محتوی چند ثانیه از نماهنگ به کارگردانی کالین تلی بود به صورت رسمی منتشر شد. اما بعداً اعلام شد که ویدئویی که تلی آن را کارگردانی کرد منتشر نخواهد شد و ویدئوی جدید توسط دایرکتور ایکس کارگردانی می‌شود. در هفتهٔ منتهی به ۲۱ آوریل ۲۰۱۲ کار ضبط ویدئو آغاز شد و ویدئوی جدید در ۳ مه ۲۰۱۲ در شبکهٔ ام‌تی‌وی نمایش داده شد.

### رکورد در VEVO
نماهنگ «دوست‌پسر»، رکورد «پربازدیدترین ویدئوی VEVO یوتیوب در ۲۴ ساعت» را با بیش از ۸ میلیون بازدید شکست.
رکورد قبلی متعلق به ریانا بود که نماهنگ «کجا بودی» او در ۲۴ ساعت ۴.۹ میلیون بازدید داشت.